# Daniel D. Barnard
Daniel Dewey Barnard (* 16. Juli 1797 in Sheffield, Massachusetts; † 24. April 1861 in Albany, New York) war ein US-amerikanischer Jurist und Politiker. Er vertrat zwischen 1827 und 1829 sowie zwischen 1839 und 1845 den Bundesstaat New York im US-Repräsentantenhaus.

## Werdegang
Daniel Dewey Barnard wurde kurz vor dem Ende des 18. Jahrhunderts in Sheffield geboren. Er besuchte Gemeinschaftsschulen und graduierte 1818 am Williams College in Williamstown. Barnard studierte Jura. Seine Zulassung als Anwalt erhielt er 1821 und begann dann in Rochester (New York) zu praktizieren. 1826 war er Staatsanwalt (prosecuting attorney) im Monroe County.
Als Folge einer Zersplitterung der Demokratisch-Republikanischen Partei vor und während der Präsidentschaft von John Quincy Adams (1825–1829) schloss er sich der zu jener Zeit der Adams-Fraktion an. Bei den Kongresswahlen des Jahres 1826 für den 20. Kongress wurde Barnard im 27. Wahlbezirk von New York in das US-Repräsentantenhaus in Washington, D.C. gewählt, wo er am 4. März 1827 die Nachfolge von Moses Hayden antrat. Im Jahr 1828 erlitt er bei seiner Wiederwahlkandidatur eine Niederlage und schied nach dem 3. März 1829 aus dem Kongress aus.
Er reiste 1831 nach Europa. Nach seiner Rückkehr zog er 1832 nach Albany, wo er wieder als Anwalt tätig war. 1838 saß er in der New York State Assembly.
Im Jahr 1838 kandidierte er im zehnten Wahlbezirk von New York für den 26. Kongress. Nach einer erfolgreichen Wahl trat er am 4. März 1839 die Nachfolge von Albert Gallup an. Er wurde einmal wiedergewählt. Als Kongressabgeordneter hatte er zu jener Zeit den Vorsitz über den Justizausschuss (Committee on the Judiciary) im 27. Kongress. Im Jahr 1842 kandidierte er erfolgreich im 13. Wahlbezirk von New York für den 28. Kongress, wo er am 4. März 1843 die Nachfolge von Thomas A. Tomlinson antrat. Da er auf eine erneute Kandidatur im Jahr 1844 verzichtete, schied er nach dem 3. März 1845 aus dem Kongress aus.
Präsident Millard Fillmore ernannte ihn am 3. September 1850 als Nachfolger von Edward A. Hannegan zum Gesandten in Preußen – eine Stellung, die er bis zum 21. September 1853 innehatte. Nach seiner Rückkehr in die Vereinigten Staaten im Jahr 1853 zog er sich von den aktiven Geschäften zurück und betätigte sich literarisch. Er verstarb am 24. April 1861 in Albany und wurde dann auf dem Albany Rural Cemetery beigesetzt. Zwölf Tage zuvor war der Bürgerkrieg ausgebrochen.